# Ernest Hébert
Pour les articles homonymes, voir Hébert.
Antoine-Auguste-Ernest Hébert, né à Grenoble (Isère) le 3 novembre 1817 et mort à La Tronche (Isère) le 4 novembre 1908, est un peintre français.

## Biographie

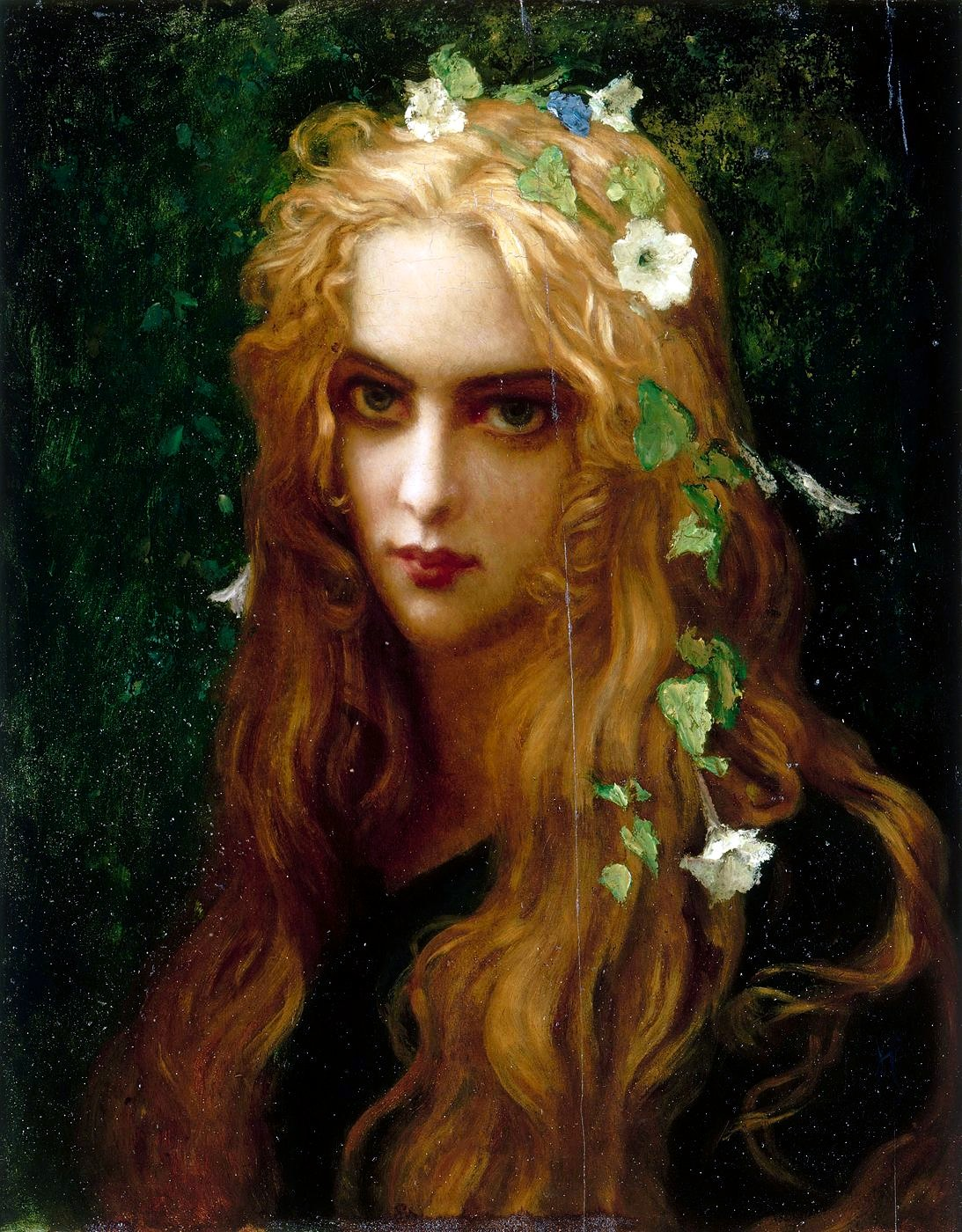
Ophélie (1876), Paris, musée Hébert.

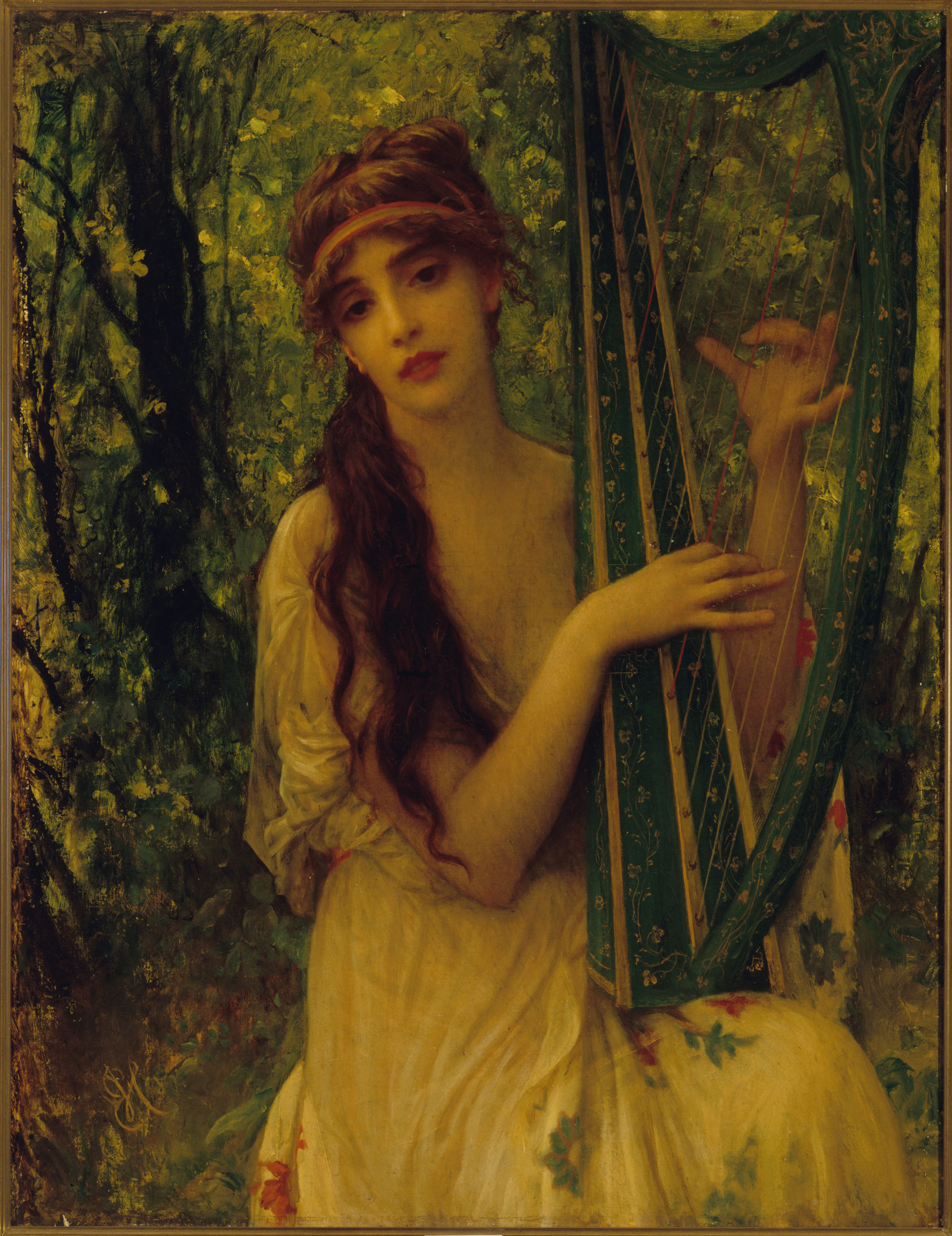
La Musique (Agathe Calmel), Paris, Petit Palais.

Dauphinois d'origine, cousin de Stendhal, Ernest Hébert se forme seul à la peinture, recevant les conseils de Benjamin Rolland, de David d'Angers et de Paul Delaroche. En 1839, il obtient un grand succès au Salon avec Le Tasse en prison. Il entre à l'École des beaux-arts de Paris et il reçoit le prix de Rome en peinture, à la suite de quoi il s'installe à Rome. Il peint essentiellement la campagne romaine avec beaucoup de luminosité. À son retour en France, il devient un peintre renommé du Second Empire. Peintre brillant, il exécute de nombreux portraits et bâtit une grande partie de son œuvre en puisant dans les souvenirs de ses séjours italiens par des tableaux proches du symbolisme.
Il est pensionnaire de la villa Médicis de 1840 à 1844, puis, succédant à Joseph-Nicolas Robert-Fleury, directeur de l'Académie de France à Rome de 1867 à 1872 et de 1885 à 1890. Il est nommé professeur à l'École des beaux-arts de Paris de 1882 à 1885. En 1880, il épouse la future photographe Gabrielle d'Uckermann. Proche de la famille du général Léon de Beylié, Ernest Hébert peint son portrait en 1898. Il est un familier de la princesse Mathilde avec laquelle il échange une correspondance de 1863 à 1904.
Il meurt le 4 novembre 1908, dans sa maison de La Tronche, devenue le musée Hébert en 1934, et repose dans le parc de la maison.

## Collections publiques
- La Tronche, musée Hébert.
- Orléans, musée des Beaux-Arts: 
  - La mal'aria, Réplique du tableau du Salon de 1850, huile sur toile, 56 x 80,5 cm[7].
- Paris :
  - département des arts graphiques du musée du Louvre.
  - musée Hébert[8] : La Fille aux joncs, dite aussi La Fille aux iris ou La Baigneuse, 1871, huile sur toile, 142 × 87 cm. Ce tableau, mêlant érotisme et nature, avait été commandé par Esther Lachmann (dite la Païva), pour décorer sa chambre à coucher de l'hôtel de la Païva au 25, avenue des Champs-Élysées à Paris. Tout Paris sera au courant de la nudité du tableau, La Païva elle-même ayant servi de modèle. Devant le scandale, la princesse Mathilde demande à Ernest Hébert de ne pas livrer le tableau, ce qu'il fit[9].
  - musée d'Orsay : La Mal'aria, 1848-1849, huile sur toile, 135 × 193 cm[10].
  - Panthéon : Le Christ montrant à l'ange gardien de la France les destinées de la patrie (« ANGELVM GALLIÆ CVSTODEM CHRISTVS PATRIÆ FATA DOCET »), mosaïque du cul-de-four de l'abside réalisée de 1875 à 1884 par l'atelier de mosaïstes parisiens Guilbert-Martin d'après un dessin d'Hébert : à sa droite, l'Ange gardien debout portant une épée puis, à genoux, sainte Geneviève portant le bâton de berger ; à sa gauche, la Vierge Marie debout et, à genoux, Jeanne d'Arc tenant un drapeau. Cette représentation illustre les débats qui pouvaient agiter les débuts de la Troisième République entre laïcs et catholiques. Sur les cinq personnages représentés, quatre ont une auréole mais Jeanne d'Arc n'en porte pas, n'étant canonisée par l'Église catholique qu'en 1920.

## Récompenses
- 1839 : premier grand prix de Rome.
- 1851 : médaille de 1re classe.
- 1855 : médaille de 1re classe.
- 1867 : médaille de 2e classe.
- 1889 : grand prix de l'Exposition universelle
- 1900 : grand prix de l'Exposition universelle

## Distinctions
- Chevalier de la Légion d'honneur, le 23 juillet 1853.
- Officier de la Légion d'honneur, le 7 août 1867.
- Commandeur de la Légion d'honneur, le 7 juillet 1874.
- Grand officier de la Légion d'honneur, le 29 décembre 1896.
- Grand-croix de la Légion d'honneur, le 16 août 1900[6].

## Élèves
- Ludovic Alleaume (1859-1941).
- Jules-Charles Aviat (1844-1931).
- Victor Bachereau-Reverchon (1842-1931).
- Alfred-Louis Bahuet (1862-1910).
- Émile Cambiaggio (1857-1930).
- Gabriel Ferrier (1847-1914).
- François-Maurice Lard, à l'École des beaux-arts de Paris (1864-1908).
- Eugène Louis Pirodon
- Paul-Désiré Trouillebert (1829-1900).

Œuvres d'Ernest Hébert
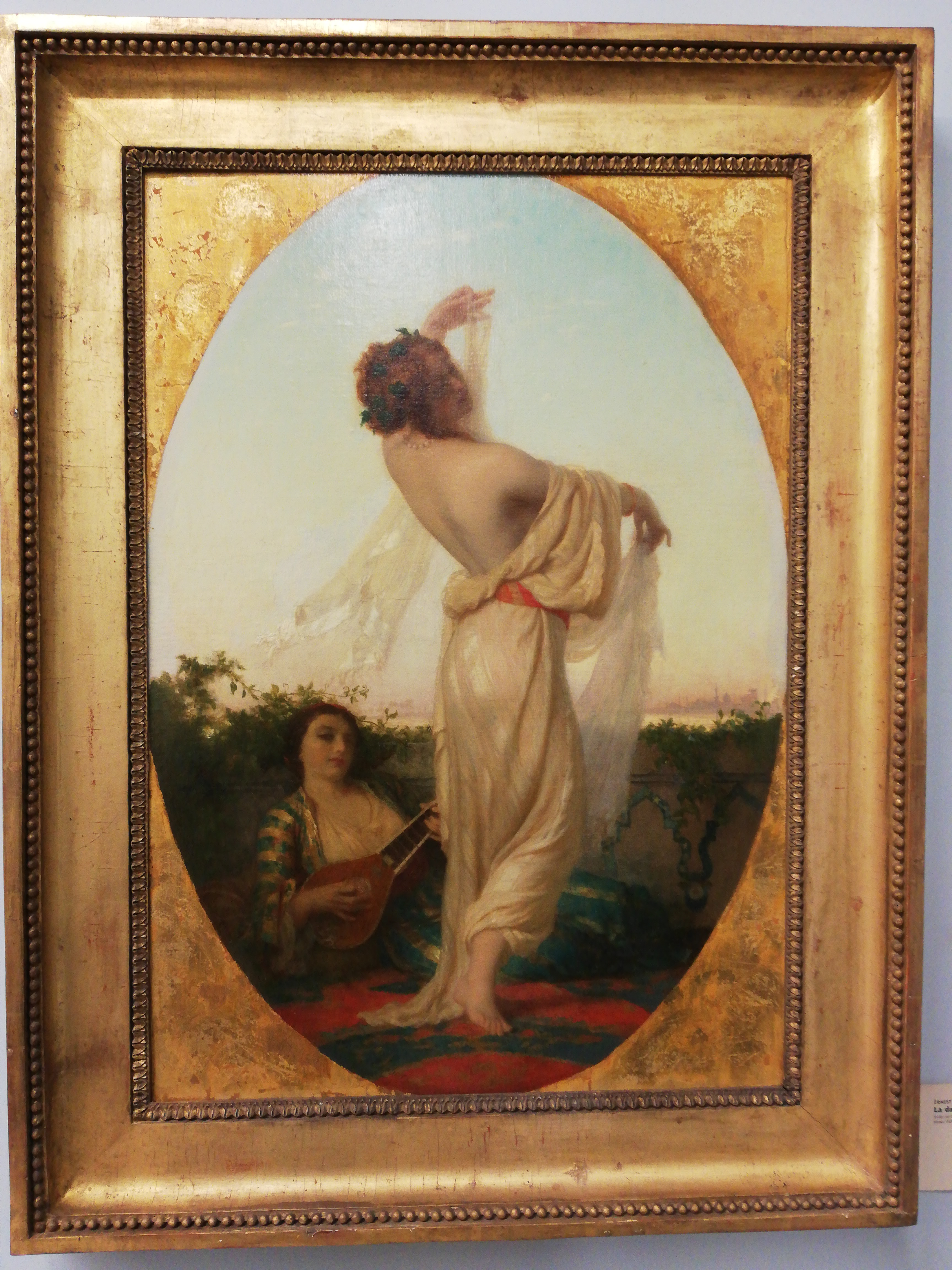
La Danse orientale (1846), La Tronche, musée Hébert.
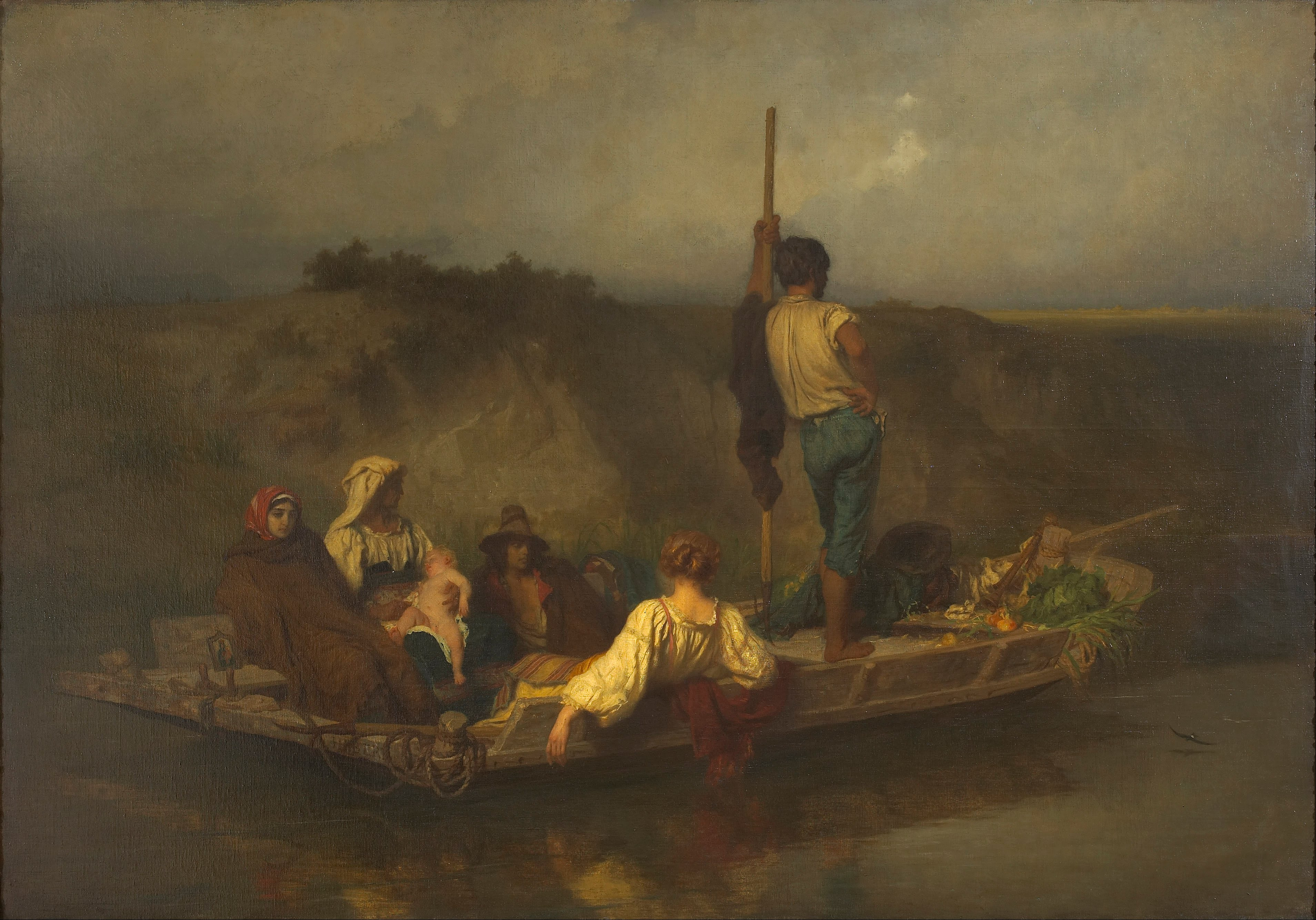
La Mal'aria (1848-1849), Paris, musée d'Orsay.  La mal'aria, Réplique du tableau du Salon de 1850, huile sur toile, 56 x 80,5 cm, musée des Beaux-Arts d'Orléans
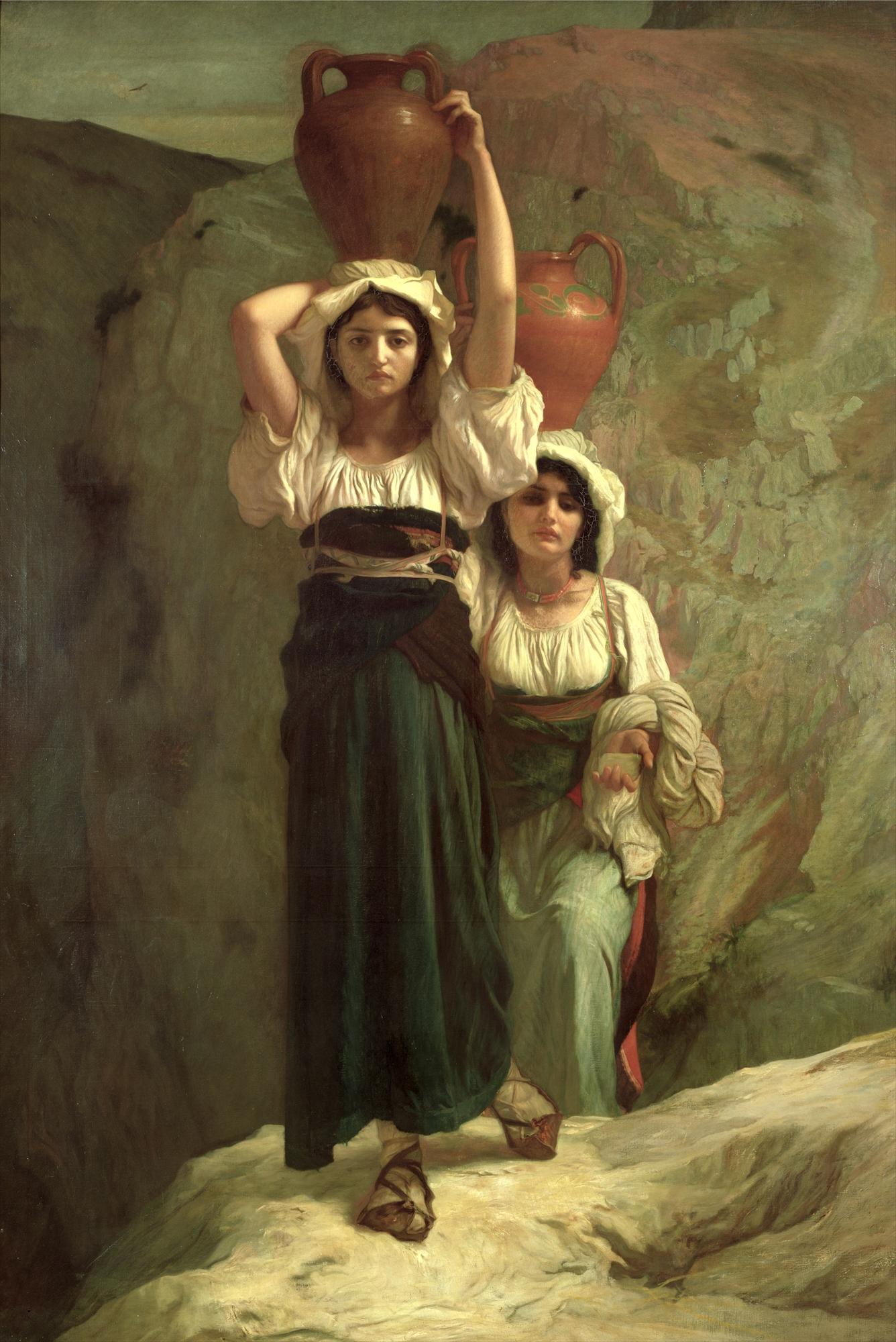
Les Filles d'Alvito (1855), Paris, musée Hébert.
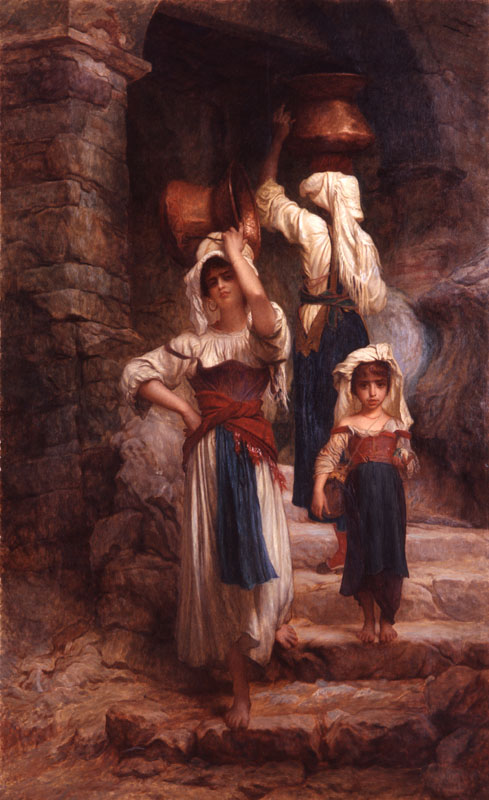
Les Cervarolles (1859), Paris, musée d'Orsay.
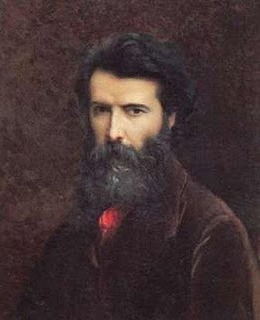
Autoportrait à la cravate rouge (vers 1870), Paris, musée Hébert.
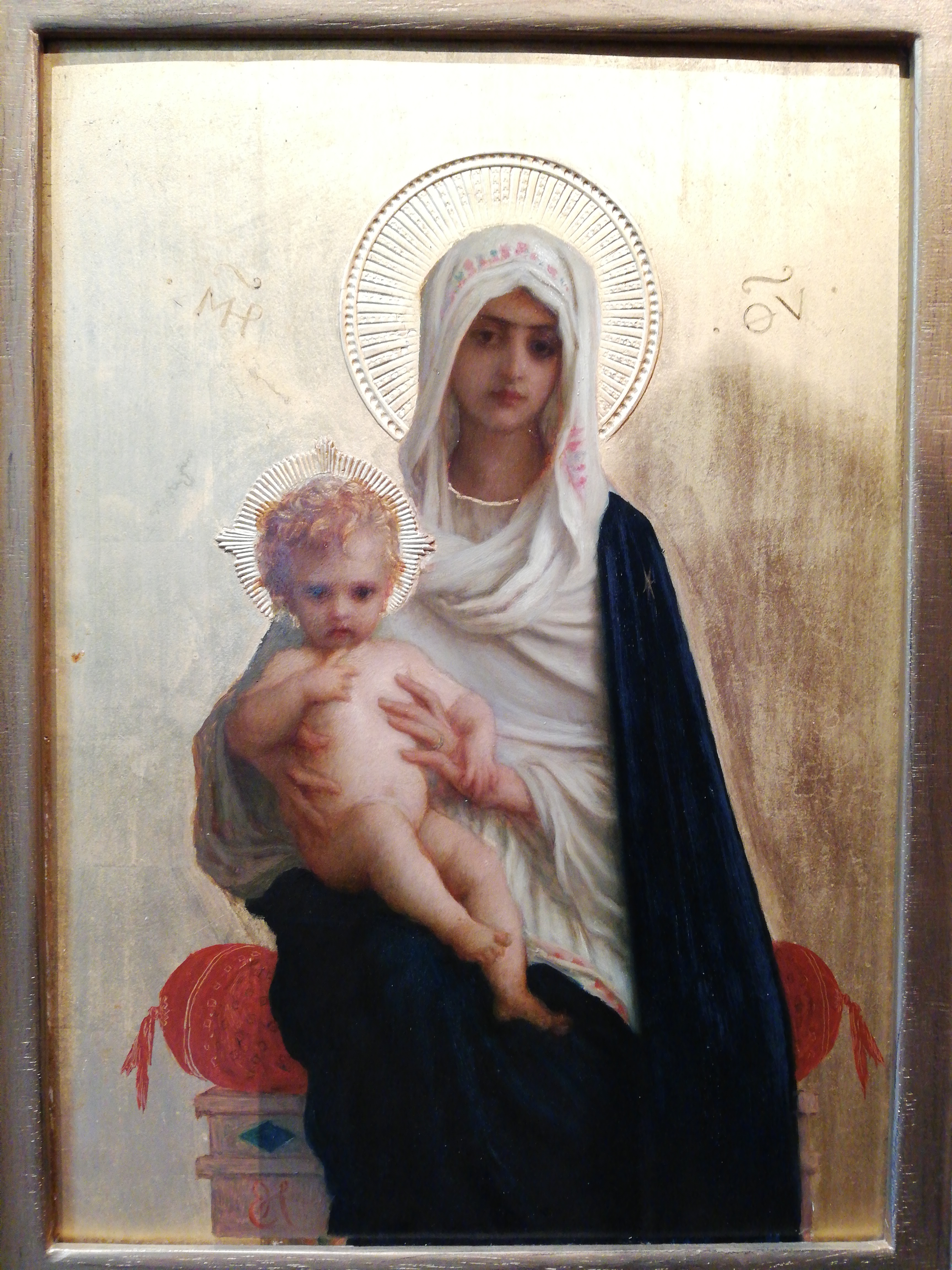
La Vierge de la Délivrance (1872), La Tronche, musée Hébert.
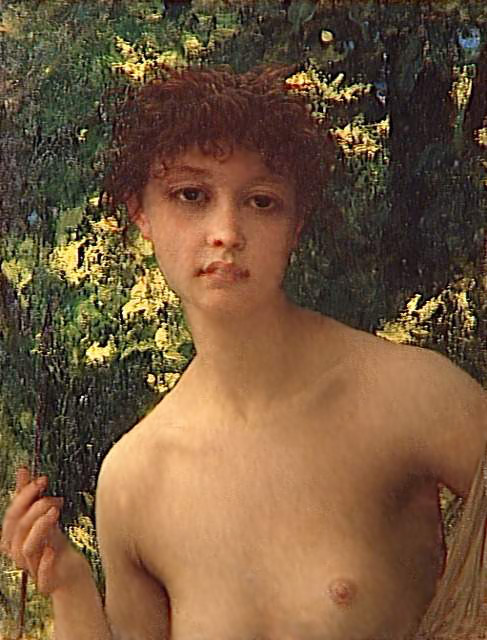
Jeune chasseresse en buste (1873), Paris, musée d'Orsay.
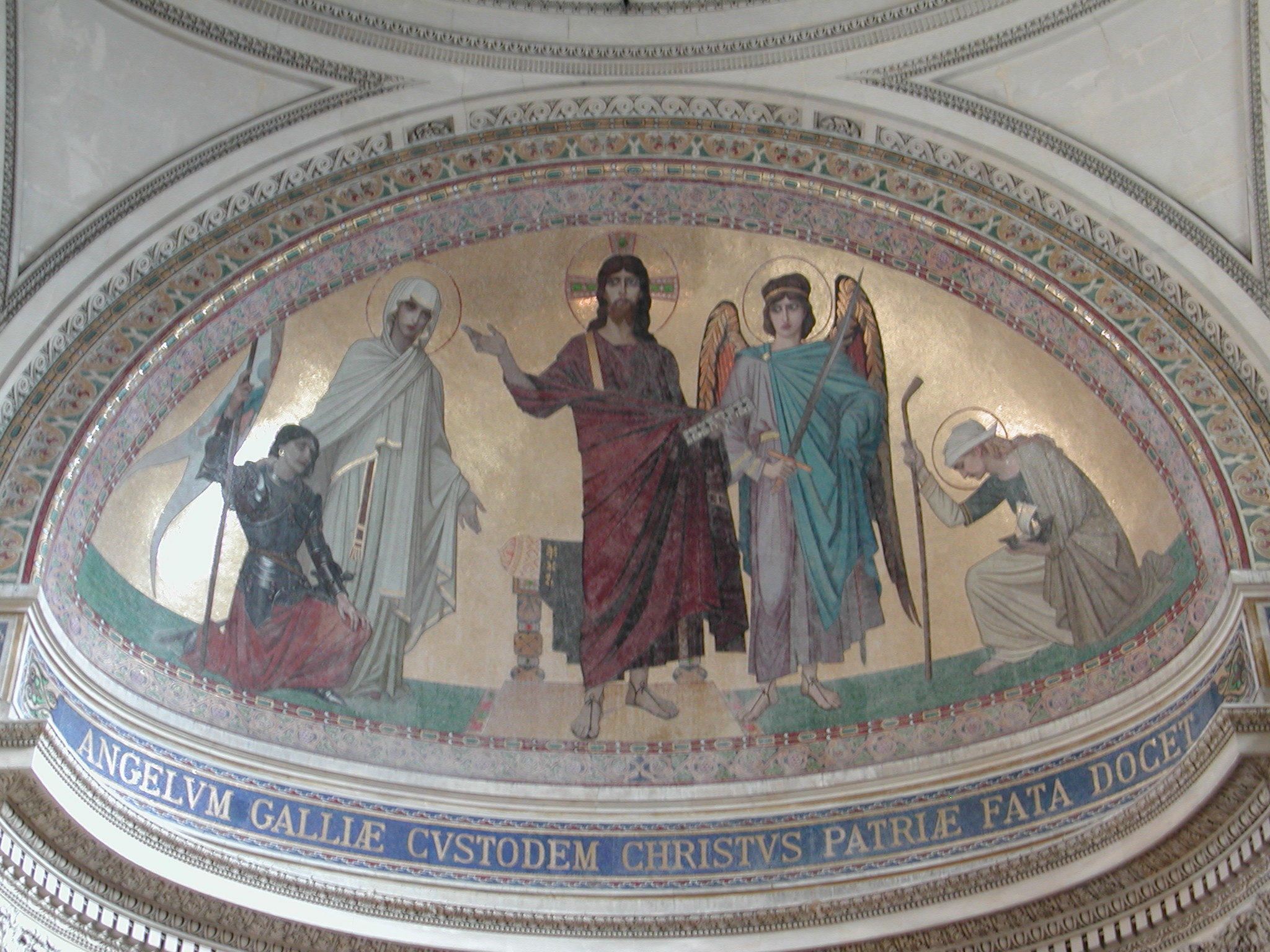
Le Christ enseignant à l'ange gardien de la France les destinées de la patrie (1884), mosaïque de l'abside du Panthéon de Paris.
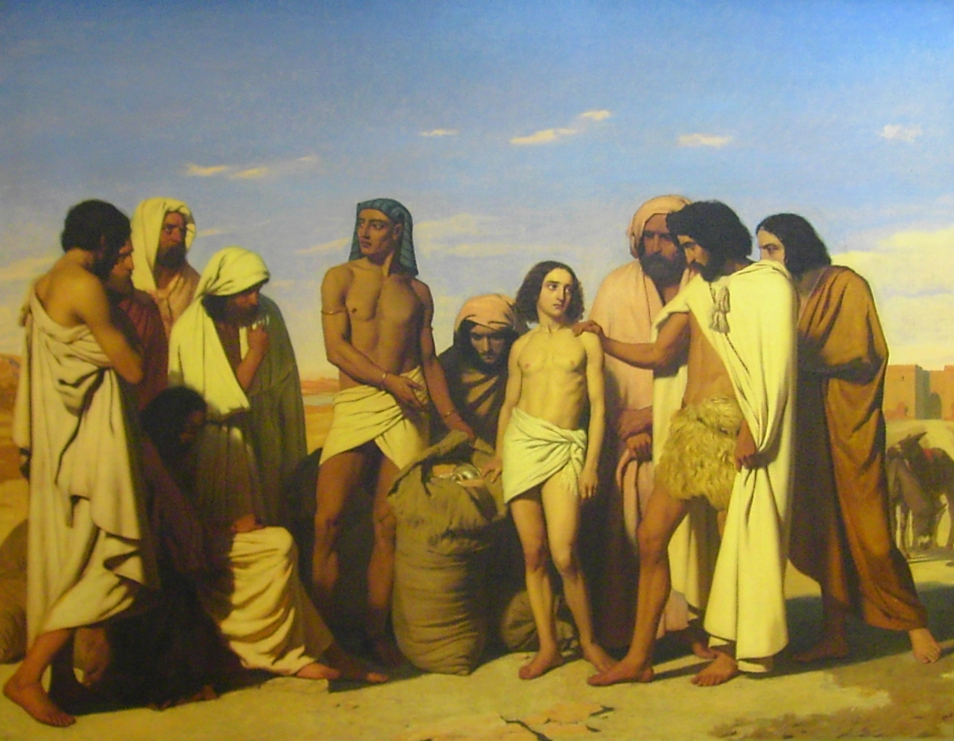
La Coupe de Joseph, La Tronche, musée Hébert.
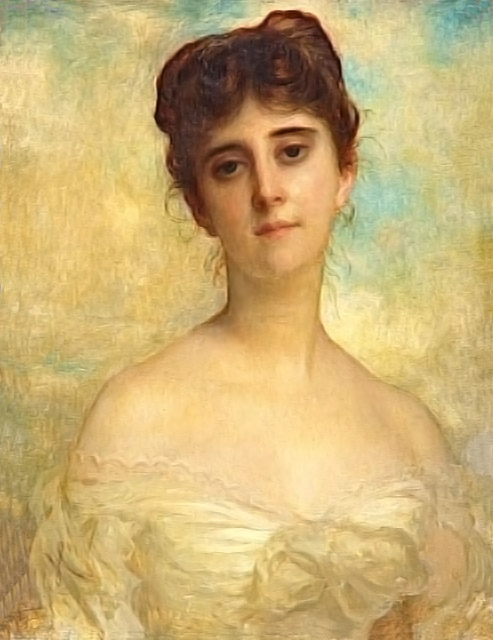
Louise Lefuel Hochon, Paris, musée Hébert.
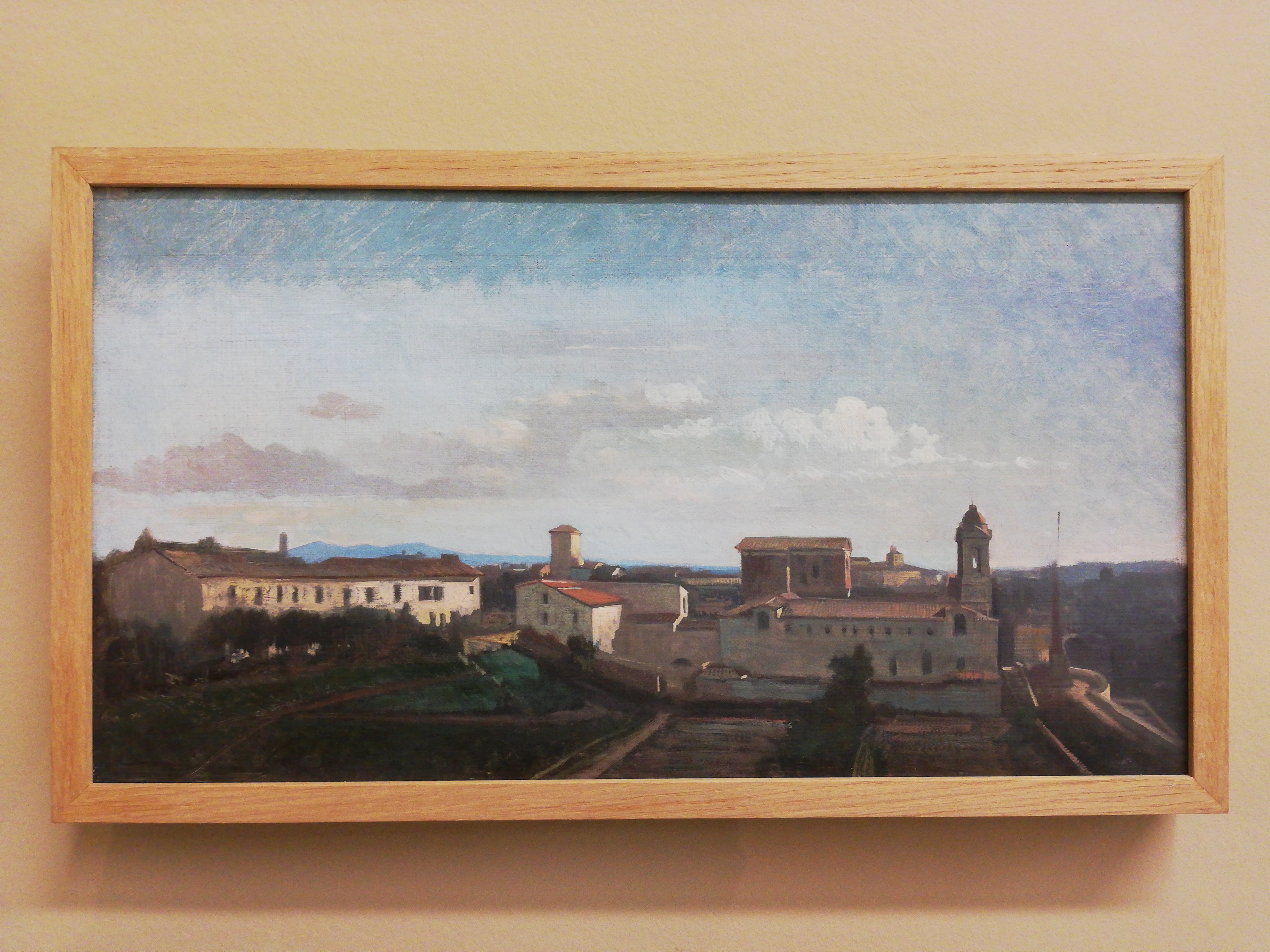
Rome, la Trinité des Monts, La Tronche, musée Hébert.
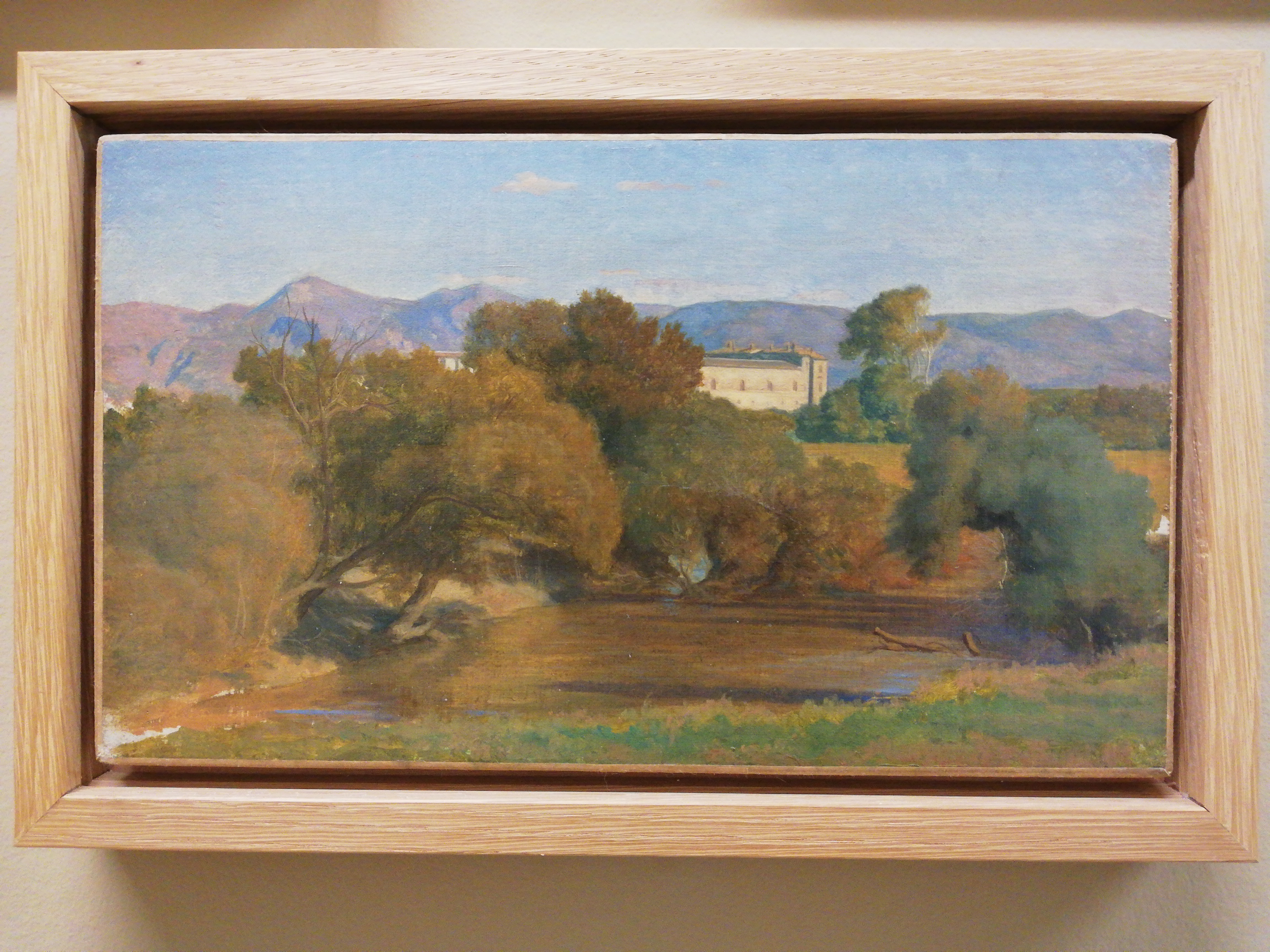
Tivoli, la Lunghezza, La Tronche, musée Hébert.

### Iconographie
- Benjamin Rolland, Portrait d'Ernest Hébert adolescent, huile sur toile, 64 × 54 cm, signé et daté en bas à droite : « Rolland 1834, gage d'amitié à son élève Ernest Hébert », La Tronche, musée Hébert.
- Autoportrait, 1834, La Tronche, musée Hébert.